# Renault Symbol
Renault Symbol, Clio sau Thalia pe unele piețe, este un sedan subcompact comercializat de producătorul francez de automobile Renault. A fost introdus la sfârșitul anului 1999, sub denumirea de Clio Symbol, ca versiune derivată a celei de-a doua generații de Renault Clio și, spre deosebire de hatchback, s-a vândut doar în țările în care limuzinele sunt preferate în mod tradițional față de hatchback-uri, în timp ce în Europa de Vest nu s-a comercializat. De fapt, a fost vândut în Franța, dar numai în ansamblul de teritorii situate în afara teritoriului metropolitan.
A doua generație are un design diferit față de a treia generație de Renault Clio și este construită pe platforma generației anterioare. O a treia generație a fost introdusă la sfârșitul anului 2012, fiind o versiune derivată a celei de-a doua generații de Dacia Logan.
Piețele cheie sunt Europa Centrală și de Est, America Latină, Magreb și statele Golfului Persic, și în special țări precum Turcia, Brazilia, România, Rusia, Algeria, Columbia și Tunisia.

## Prima generație (Clio Symbol; 1999)

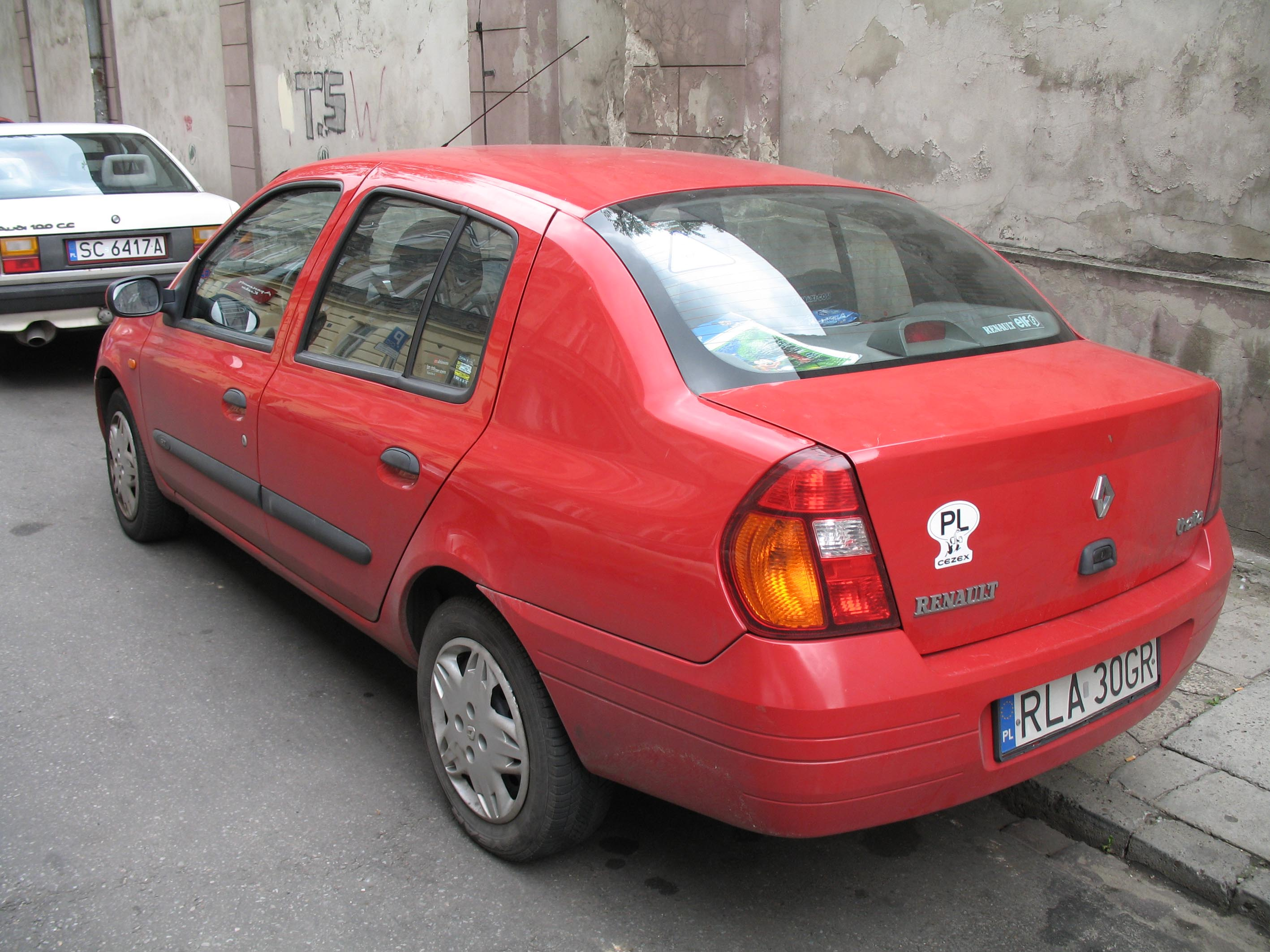
Renault Thalia (1999) - vedere din spate

La sfârșitul anului 1999, Clio Symbol a început producția în Turcia, ca versiunea sedan a Clio-ului II. Ulterior a fost lansat în alte țări, sub diferite denumiri, în funcție de piață: Clio Symbol, Thalia, Clio Sedan, Clio 4 Puertas, Symbol, sau Clio Classic. Mașina a fost destinată vânzării în țările în curs de dezvoltare, unde limuzinele erau în mod tradițional preferate față de hatchback-uri, mai ales în Europa de Est. Pe unele piețe din America Latină, cum ar fi Chile și Mexic, modelul cu facelift a fost oferit ca Nissan Platina, cu ușoare modificări în partea din față a mașinii pentru a-l face să semene cu Nissan Altima. Este mai lung cu 38 cm decât hatchback-ul și are un portbagaj mai mare, de 510 litri.
Principalul loc de producție al modelului a fost fabrica Oyak-Renault din Bursa, Turcia, unde producția a început în 1999. La nivel mondial, a fost construit și în Brazilia, la complexul Ayrton Senna din Sao José dos Pinhais, lângă Curitiba, iar din 2001 în Columbia de Sofasa. În 2002, a început asamblarea în Mexic, denumit Nissan Platina, la uzina Nissan Mexicana din Aguascalientes. Pentru o scurtă perioadă, între sfârșitul anului 2002 și 2004, a fost asamblat și în Rusia de către Avtoframos. Platina a încetat să fie produs după anul 2010, și a fost înlocuit de March în uzina de asamblare din Mexic și în gamă.
La început, a fost disponibil doar cu două opțiuni de motorizare în Europa: unul de 1,4 litri, 8 supape (75 CP, 114 Nm) și unul de 1,4 litri, 16 supape (98 CP, 127 Nm), ambele cu injecție de combustibil multi-point. În Argentina a fost fabricat cu un motor pe benzină de 1,6 litri, 16 supape (100 CP; 74 kW) și un motor diesel de 1,9 litri (65 CP; non-turbo), în Columbia cu 1,4 litri, 8 supape, iar în Brazilia fie cu 1,6 litri, 16 valve, fie cu 1,0 litri, 16 valve benzină (70 CP; 52 kW). Nivelele de echipare erau denumite inițial RN (ARN, RND) și RT (RTE, RTD), dar mai târziu au primit nume desemnate: Authentique, Expression, Dynamique, Alizé, Privilège etc.

## A doua generație (2008)

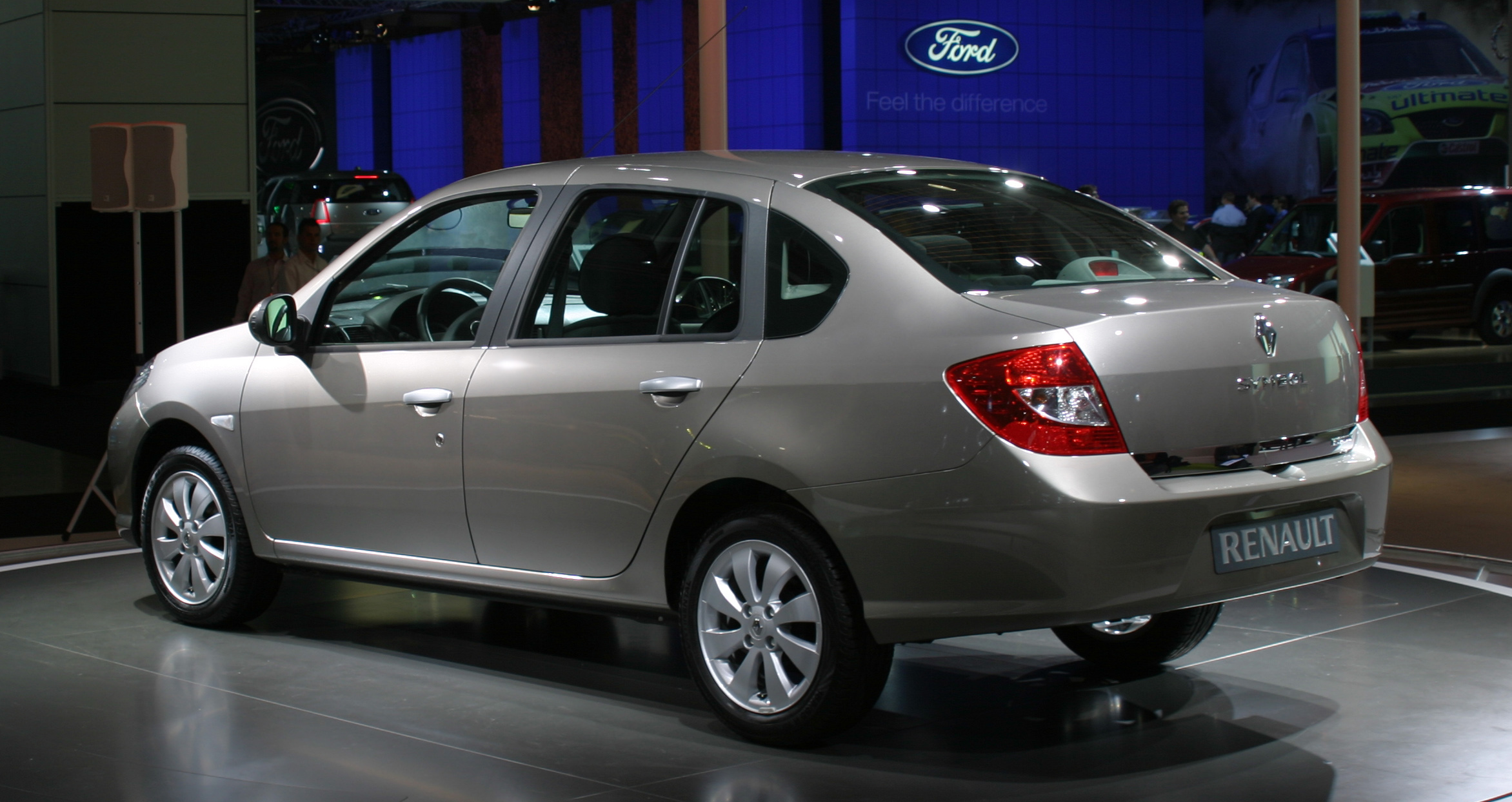
Renault Symbol (2008) - vedere din spate

A doua generație folosește trenul de rulare al generației anterioare și are un design diferit față de a treia generație Clio. Acum modelul se numește doar Symbol, sau Thalia în piețele unde generația anterioară se numea așa.
A fost prezentat pentru prima dată în august 2008 la Salonul Auto Internațional de la Moscova și a fost pus în vânzare între septembrie și noiembrie. Este mai lungă decât generația precedentă cu 7 cm și portbagajul are un volum de 506 litri.
Noul Symbol a fost proiectat în comun de echipele de inginerie Renault din Franța, Turcia și România, pentru țările din Europa Centrală și de Est, Rusia, Turcia, Africa de Nord și, de asemenea, statele din Golful Persic. Dezvoltarea proiectului (nume de cod L35) a durat 26 de luni. Principalul loc de producție rămâne uzina Oyak-Renault din Bursa, Turcia, iar din 2009 a fost fabricat și în fabrica Santa Isabel din Córdoba, Argentina, pentru piața sud-americană și doar cu motorul de 1,6 litri, 16 valve.
Este disponibil în trei niveluri de echipare: Authentique, Expression și Privilège. Caracteristicile incluse de Authentique sunt airbag-ul șoferului, turometru sau barele față și spate în culoarea caroseriei. Expression adaugă servodirecție hidraulică, computer de bord, geamuri electrice față, volan și scaune față reglabile pe înălțime, banchetă rabatabilă, tetiere spate și oglinzi în culoarea caroseriei și închidere centralizată electrică cu telecomandă. Privilège adaugă oglinzi electrice, volan îmbrăcat cu piele, faruri de ceață, geamuri electrice din spate și radio-CD player cu MP3.
În ceea ce privește siguranța, noul Symbol oferă airbag șofer, airbag pasager, două airbag-uri laterale (în funcție de versiune), sistem de frânare antiblocare (ABS) și distribuție electronică a forței de frânare (EBD), consolidare anti-intruziune cu ușile din față și din spate, centuri de siguranță față reglabile pe înălțime, servodirecție și senzori de parcare în spate.
În decembrie 2008, cea de-a doua generație de Renault Symbol a primit premiul „Autobest 2009”, de către un juriu format din jurnaliști din cincisprezece țări, în principal piețe emergente din Europa Centrală și de Est.

### Motor
Potrivit Renault, motoarele folosite pe acest model sunt de ultimă generație la data lansării.
| Motor           | Cod         | Tip            | Putere         | Cuplu                | Viteză maximă      | 0–100 km/h | Consum       | Emisii CO2 |
| --------------- | ----------- | -------------- | -------------- | -------------------- | ------------------ | ---------- | ------------ | ---------- |
| 1.2 L (1149 cc) | D4F 728     | 16-valve I4    | 75 PS (55 kW)  | 105 N·m (10,7 m·kgf) | 167 km/h (104 mph) | 13.0 s     | 5.9 l/100 km | 140 g/km   |
| 1.4 L (1390 cc) | K7J 700     | 8-valve I4     | 75 PS (55 kW)  | 114 N·m (11,6 m·kgf) | 170 km/h (106 mph) | 12.5 s     | 7.1 l/100 km | 168 g/km   |
| 1.4 L (1390 cc) | K4J 712     | 16-valve I4    | 98 PS (72 kW)  | 127 N·m (13,0 m·kgf) | 185 km/h (115 mph) | 11.5 s     | 7.0 l/100 km | 165 g/km   |
| 1.4 L (1390 cc) | K4J 713     | 16-valve I4    | 98 PS (72 kW)  | 127 N·m (13,0 m·kgf) | 180 km/h (112 mph) | 13.9 s     | 7.3 l/100 km | 174 g/km   |
| 1.5 L (1461 cc) | K9K 700     | 8-valve dCi I4 | 64 PS (47 kW)  | 160 N·m (16,3 m·kgf) | 160 km/h (99 mph)  | 15.2 s     | 4.7 l/100 km | 126 g/km   |
| 1.5 L (1461 cc) | K9K 740     | 8-valve dCi I4 | 65 PS (48 kW)  | 160 N·m (16,3 m·kgf) | 160 km/h (99 mph)  | 16.5 s     | 4.5 l/100 km | 118 g/km   |
| 1.5 L (1461 cc) | K9K 718     | 8-valve dCi I4 | 84 PS (62 kW)  | 200 N·m (20,4 m·kgf) | 177 km/h (110 mph) | 12.3 s     | 4.3 l/100 km | 116 g/km   |
| 1.6 L (1598 cc) | K7M Hi-Flex | 8-valve I4     | 95 PS (70 kW)  | 138 N·m (14,1 m·kgf) | 174 km/h (108 mph) | 11.5 s     |              |            |
| 1.6 L (1598 cc) | K4M 745     | 16-valve I4    | 105 PS (77 kW) | 148 N·m (15,1 m·kgf) | 185 km/h (115 mph) | 11.9 s     | 7.6 l/100 km | 180 g/km   |
| 1.6 L (1598 cc) | K4M Hi-Flex | 16-valve I4    | 115 PS (85 kW) | 157 N·m (16,0 m·kgf) |                    |            |              |            |

## A treia generație (2013)

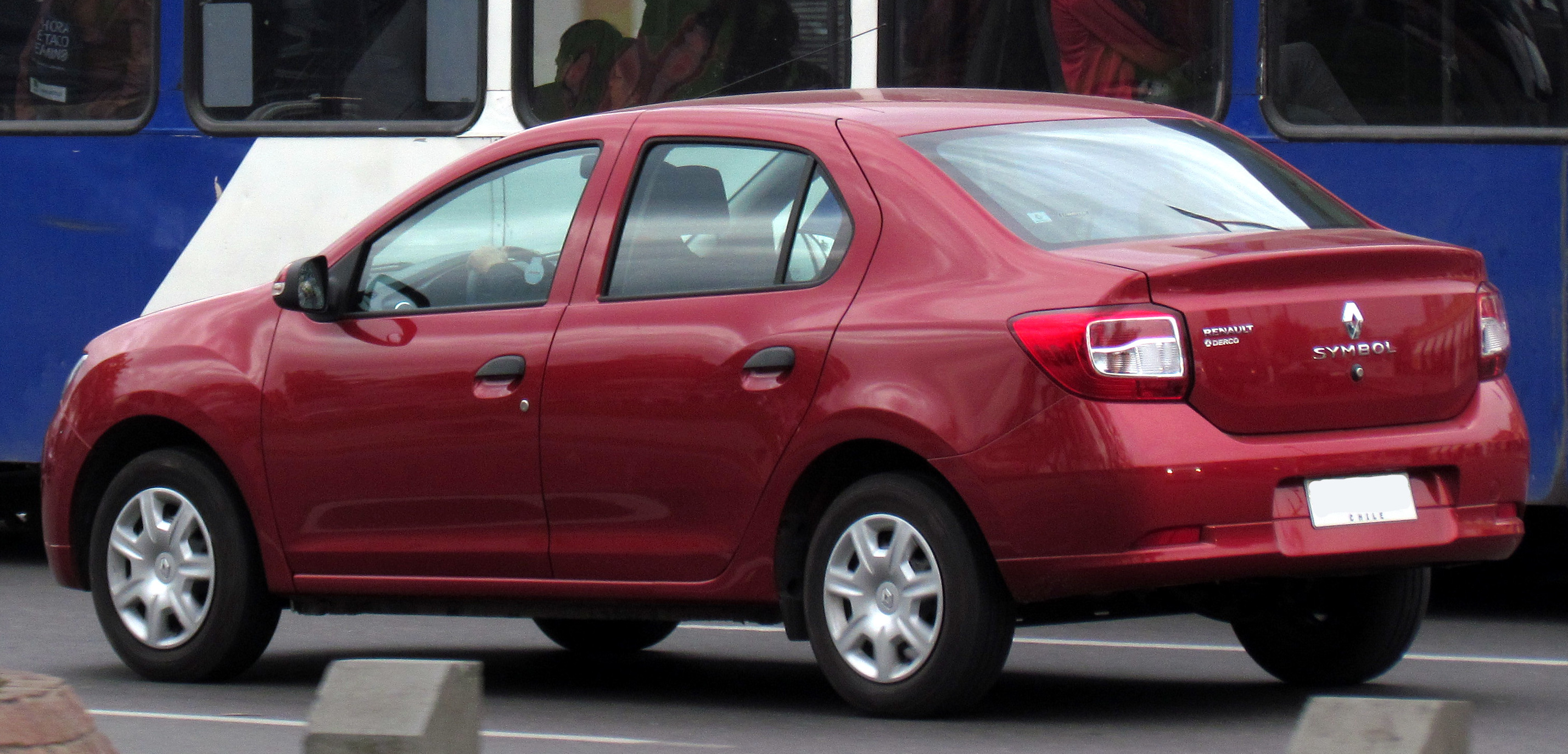
Renault Symbol (Chile) - vedere din spate

A treia generație a fost dezvăluită la Salonul Auto de la Istanbul din 2012, și este o versiune a celei de-a doua generații Dacia Logan cu sigle Renault. A fost fabricat în Bursa, Turcia, și a fost disponibil la vânzare pe piața turcă la începutul anului 2013, fiind lansat și în Algeria și Tunisia.
De asemenea, este fabricat și vândut în Brazilia din noiembrie 2013, sub numele de Renault Logan. În Chile este comercializat ca Renault Symbol.
În noiembrie 2014, Renault Symbol a început asamblarea din kiturile CKD într-o nouă fabrică din Oran, Algeria. Capacitatea sa de producție este de 25.000 de unități pe an, care poate fi în cele din urmă crescută la 75.000 de vehicule pe an.
Modelul produs pentru America de Sud (unde este comercializat în principal ca Renault Logan) și Turcia și Algeria au mici diferențe de design, atât la exterior, cât și la interior. Interiorul diferă în principal în partea centrală a planșei de bord, în timp ce exteriorul are un design frontal diferit, care încorporează noua siglă Renault mare, o configurație diferită a farurilor, și semnalizatoare montate pe oglinzile retrovizoare.
În Turcia, este oferit cu un motor pe benzină de 1,2 litri cu 16 valve, care dezvoltă 75 CP și 107 N⋅m, sau un motor diesel de 1,5 litri, care dezvoltă 90 CP și 220 N⋅m. În ambele cazuri, acestea sunt cuplate la o transmisie manuală în 5 trepte. Este disponibil în șapte culori și două niveluri de echipare.
În Chile, este echipat cu un motor pe benzină de 1,6 litri, capabil să dezvolte 83 CP și 131 N⋅m. Vine în trei niveluri de echipare: Expression, Dynamique și Privilege.